# Bóltfelagið frá 1971
Il B71 Sandur, altrimenti detto Bóltfelagið frá 1971 (Football Club del 1971), è una società calcistica faroese con sede nella città di Tórshavn. I suoi colori sociali sono il blu e il giallo e milita nella 1. deild, seconda divisione del campionato nazionale.

## Cronistoria
- 1970: il club è fondato a Tórshavn con il nome di Sand
- 1971: gli altri villaggi dell'isola di Sandur si uniscono al club creando di fatto il B71 Sandur
- 1995: prima partecipazione ad una competizione europea (Coppa delle Coppe stagione 1994-1995)

## Palmarès

### Competizioni nazionali
- Campionato faroese: 1

1989
- Coppa delle Isole Fær Øer: 1

1993
- 1. deild: 4

1988, 1991, 1998, 2006

## Rosa 2012-2013
| N. |                      | Ruolo | Calciatore          |
| -- | -------------------- | ----- | ------------------- |
| 2  | Fær Øer (bandiera)   | D     | Jákup Høgnason      |
| 3  | Fær Øer (bandiera)   | D     | Klayver             |
| 4  | Fær Øer (bandiera)   | D     | Alvi Jespersen      |
| 5  | Fær Øer (bandiera)   | A     | Björgfinnur Winther |
| 6  | Fær Øer (bandiera)   | D     | Eirikur Jacobsen    |
| 8  | Fær Øer (bandiera)   | C     | Aron Klementsen     |
| 9  | Fær Øer (bandiera)   | D     | Gunnar Lydersen     |
| 10 | Brasile (bandiera)   | A     | Clayton             |
| 11 | Fær Øer (bandiera)   | C     | Bogi Hentze         |
| 12 | Brasile (bandiera)   | A     | Fródi Højsted       |
| 13 | Argentina (bandiera) | D     | Victoriano Fràgola  |

| N. |                    | Ruolo | Calciatore          |
| -- | ------------------ | ----- | ------------------- |
| 14 | Fær Øer (bandiera) | C     | Eli Hentze          |
| 15 | Fær Øer (bandiera) | C     | Gunnar Lydersen     |
| 16 | Fær Øer (bandiera) | C     | Steintór Fagradal   |
| 18 | Fær Øer (bandiera) | C     | Bjørgfinnur Winther |
| 19 | Fær Øer (bandiera) | C     | Mads Hentze         |
| 20 | Fær Øer (bandiera) | A     | Gudmund Nielsen     |
| 21 | Fær Øer (bandiera) | D     | Johannis Jensen     |
| 22 | Fær Øer (bandiera) | C     | Rasmus Nielsen      |
| 23 | Fær Øer (bandiera) | A     | Allan Mørkøre       |